# Янборисов, Растям Исхакович
Растям Исхакович Янборисов (род. 28 июня 1945, Ростов-на-Дону— 23 августа 2018) — советский футболист, защитник, футбольный тренер.

## Биография
В 1964 году дебютировал в составе «Ростсельмаша», в своём первом сезоне сыграл 4 матча. С 1966 года стал игроком основного состава клуба и за следующие четыре сезона сыграл более 130 матчей во второй группе класса «А». Становился чемпионом РСФСР. Покинул команду по окончании сезона 1969 года, когда «Ростсельмаш» временно потерял статус команды мастеров. Включён в символическую сборную «Ростова» 1960-х годов по версии официального сайта клуба.
С 1970 года до конца карьеры в течение десяти лет выступал за пятигорский «Машук». Сыграл в составе клуба не менее 225 матчей во второй лиге (без учёта статистики в сезонах 1971, 1972, 1973, 1978).
В 1978 году стал серебряным призёром Спартакиады народов РСФСР в составе сборной Ставропольского края.
После окончания игровой карьеры дважды, в 1984 и 1989—1990 годах, тренировал «Машук». Под его руководством команда сыграла более 100 матчей. В 1986 году в течение короткого периода возглавлял ставропольское «Динамо».
Сын — Янборисов Игорь, дочь — Янборисова Наталья.
В 2015 году награждён почётным знаком «Футбольная слава Дона».